# IC 161
IC 161  ist eine linsenförmige Galaxie vom Hubble-Typ SB0-a im Sternbild Fische auf der Ekliptik. Sie ist rund 242 Millionen Lichtjahre von der Milchstraße entfernt und hat einen Durchmesser von etwa 65.000 Lichtjahren. Möglicherweise bildet sie mit IC 162 ein gebundenes Paar. Sicher ist, dass sie dem gleichen Galaxienhaufen angehören.
Entdeckt wurde das Objekt am 8. Januar 1891 vom US-amerikanischen Astronomen Lewis Swift.